# Alexis Dulguerian
Alexis Dulguerian est un producteur de cinéma français né le 19 juillet 1979.

## Biographie
Il fonde en 2011 Domino Films avec Stéphanie Bermann.

## Filmographie
- 2017 : Petit Paysan d'Hubert Charuel
- 2018 : Cajou de Claude Le Pape
- 2019 : Les Petits Flocons de Joséphine de Meaux
- 2019 : Perdrix d'Erwan Le Duc
- 2021 : Une femme du monde de Cécile Ducrocq

## Distinctions

### Récompenses
- César 2018 : César du meilleur premier film pour Petit Paysan

### Nominations
- César 2018 : César du meilleur film pour Petit Paysan